# Грб општине Рашка
Општина Рашка користи нехералдички амблем у две верзије: двобојној и у боји. Елементи који се појављују на амблему Рашке су: натпис Рашка, планина (Копаоник), мост, купола цркве (могуће је да представља куполу манастира Градац), зупчаник, укрштени чекићи и река (Ибар). 